# CONCACAF Futsal Klub-Meisterschaft
Die CONCACAF Futsal Klub-Meisterschaft, span.: Campeonata Futsal de Clubes, ist ein Kontinentalwettbewerb für Vereinsmannschaften im Futsal, der von der CONCACAF erstmals im August 2014 in Guatemala-Stadt ausgetragen wurde. 
An der Erstauflage des Wettbewerbes nahmen sechs Klubs aus folgenden Ländern teil: Costa Rica, El Salvador, Guatemala, Kanada, Kuba und Mexiko. 

## Die Endspiele und Sieger
| Saison                 | Austragungsort              | Finale            | Finale               | Finale       | Spiel um Platz 3 | Spiel um Platz 3      | Spiel um Platz 3 |
| Saison                 | Austragungsort              | Sieger            | Ergebnis             | Finalist     | 3. Platz         | Ergebnis              | 4. Platz         |
| ---------------------- | --------------------------- | ----------------- | -------------------- | ------------ | ---------------- | --------------------- | ---------------- |
| 2014                   | Guatemala-Stadt (Guatemala) | Glucosoral        | 4:4 n. V. 5:4 i.6mS. | Borussia     | Sidekicks        | 1:1 n. V., 2:1 i.6mS. | Havanna          |
| 2015 nicht ausgetragen |                             |                   |                      |              |                  |                       |                  |
| 2016 nicht ausgetragen |                             |                   |                      |              |                  |                       |                  |
| 2017                   | Tegucigalpa (Honduras)      | Grupo Line Futsal | 5:4                  | Elite Futsal | Soyapango F.C.   | 4:4 n. V., 5:4 i.6mS. | Havanna          |